# Anita Lizana
Anita Lizana épouse de Ellis (19 novembre 1915 à Santiago - 21 août 1994 Sutton ou Ferndown en Grande-Bretagne) est une joueuse de tennis chilienne. Elle a joué dans les années 1930 et 1940.
Elle est la première Sud-Américaine à remporter un tournoi du Grand Chelem, à l'US Women's National Championship en 1937, en battant la Polonaise Jadwiga Jędrzejowska en finale.

## Palmarès (partiel)

### Titres en simple dames
| No | Date       | Nom et lieu du tournoi                  | Catégorie | Surface      | Finaliste            | Score    |          |
| -- | ---------- | --------------------------------------- | --------- | ------------ | -------------------- | -------- | -------- |
| 1  | 02/09/1937 | US National Championships, Forest Hills | G. Chelem | Gazon (ext.) | Jadwiga Jędrzejowska | 6-4, 6-2 | Parcours |
| 2  | 03/10/1937 | Pacific Coast Championships, Berkeley   |           | Terre (ext.) | Margarita Lumb       | 6-2, 6-2 | Parcours |

## Parcours en Grand Chelem (partiel)
Si l’expression « Grand Chelem » désigne classiquement les quatre tournois les plus importants de l’histoire du tennis, elle n'est utilisée pour la première fois qu'en 1933, et n'acquiert la plénitude de son sens que peu à peu à partir des années 1950.

### En simple dames
| Année | Championnat d'Australie | Championnat d'Australie | Internationaux de France | Internationaux de France | Wimbledon      | Wimbledon        | US National | US National     |
| ----- | ----------------------- | ----------------------- | ------------------------ | ------------------------ | -------------- | ---------------- | ----------- | --------------- |
| 1935  | -                       | -                       | 3e tour (1/8)            | Simone Iribarne          | 3e tour (1/16) | Kay Stammers     | -           | -               |
| 1936  | -                       | -                       | -                        | -                        | 1/4 de finale  | Helen Jacobs     | -           | -               |
| 1937  | -                       | -                       | -                        | -                        | 1/4 de finale  | Simonne Mathieu  | Victoire    | J. Jędrzejowska |
| 1938  | -                       | -                       | -                        | -                        | 2e tour (1/32) | Simonne Mathieu  | -           | -               |
| 1939  | -                       | -                       | -                        | -                        | 2e tour (1/32) | Gracyn Wheeler   | -           | -               |
| 1947  | -                       | -                       | -                        | -                        | 2e tour (1/32) | Patricia Canning | -           | -               |

À droite du résultat, l’ultime adversaire.

### En double dames
| Année | Championnat d'Australie | Championnat d'Australie | Internationaux de France     | Internationaux de France | Wimbledon                   | Wimbledon                | US National | US National |
| ----- | ----------------------- | ----------------------- | ---------------------------- | ------------------------ | --------------------------- | ------------------------ | ----------- | ----------- |
| 1935  | -                       | -                       | 1er tour (1/16) Lilí Álvarez | A. Neufeld C. Rosambert  | -                           | -                        | -           | -           |
| 1936  | -                       | -                       | -                            | -                        | 1er tour (1/32) Marie Luise | Jędrzejowska Susan Noel  | -           | -           |
| 1937  | -                       | -                       | -                            | -                        | 1er tour (1/32) M. Scriven  | D. Andrus Sylvie Jung    | -           | -           |
| 1938  | -                       | -                       | -                            | -                        | 1/4 de finale M. Scriven    | S. Mathieu Billie Yorke  | -           | -           |
| 1947  | -                       | -                       | -                            | -                        | 1/4 de finale Jędrzejowska  | Louise Brough M. Osborne | -           | -           |

Sous le résultat, la partenaire ; à droite, l’ultime équipe adverse.